# Садья

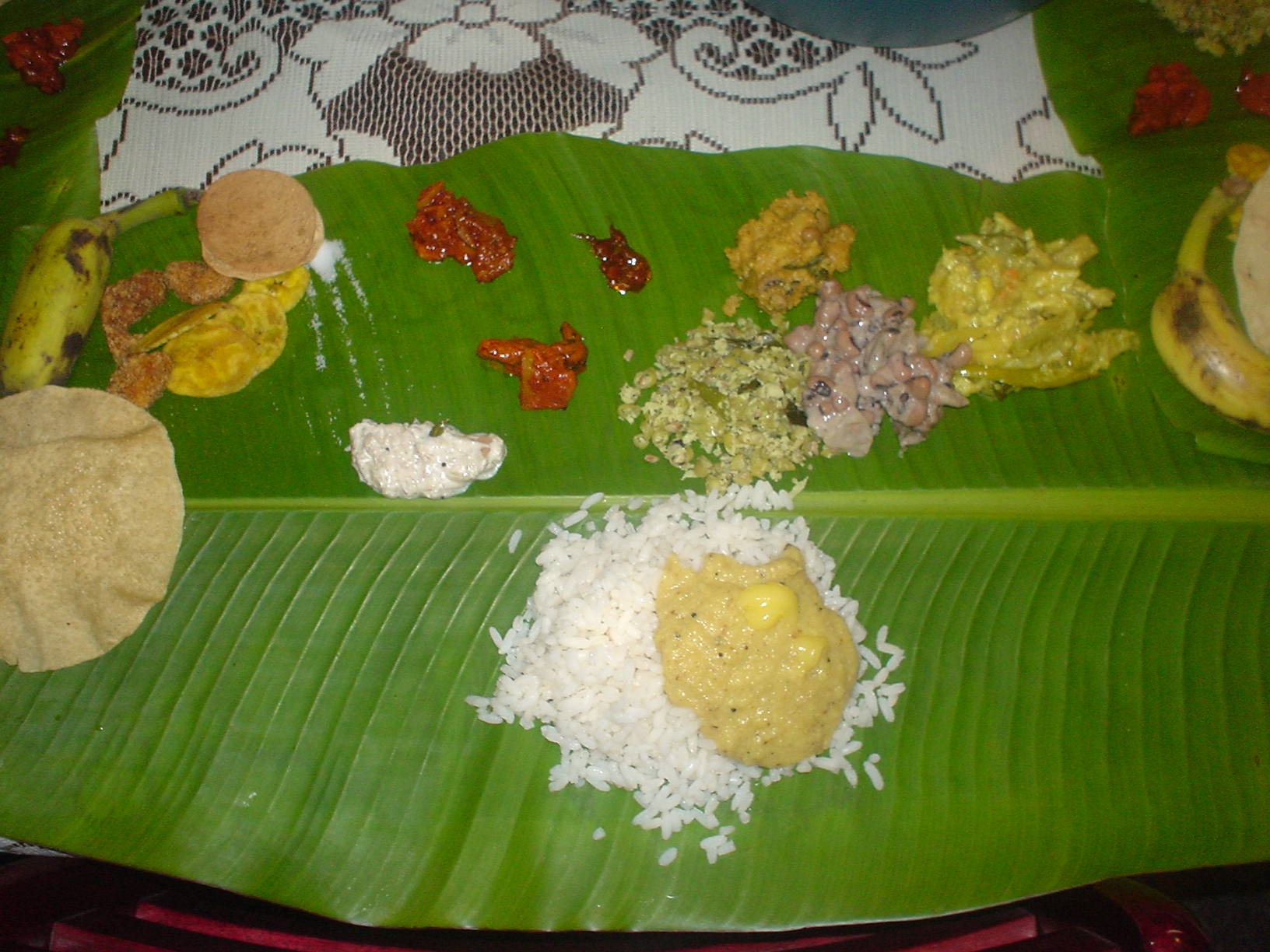
Садья на празднике Онам в Керале

Садья (малаялам സദ്യ) — обозначение праздничного пиршества, банкета в Южной Индии, в штате Керала, у народа малаяли. Соответствует тамильской торжественной трапезе Вирундху Саппаду.

## Приготовление и организация
Садья является большим праздничным обедом, который проводится по особо важным и торжественным поводам, как то — свадьбам, именинам, рождениям детей и т. д. На садье традиционно сервируются на большом банановом листе различные вегетарианские блюда. Гости едят, сидя вокруг него на полу или на циновках, со скрещёнными ногами.
Среди блюд, подаваемых на садье, обычно присутствуют варёный рис, различные виды соусов карри, йогурты или простокваша, бананы или банановые чипсы, а также два или большее количество сладких блюд. Карри может быть приготовлено на различных растительных или молочных основах — йогуртах, манго, тыкве и др. Большое количество различных блюд на садье должно обеспечивать возможность для каждого участника пиршества найти два-три своих любимых кушанья. Кокосы, растущие в изобилии в Южной Индии, используются также для приготовления большого количества угощений для садьи. В частности, на кокосовом молоке варится множество блюд, кокосовое масло используется при жарении и фриттировании (например, картофеля).
Каждое блюдо при сервировке садьи имеет своё место на банановой «скатерти». Так, соления и уксусные блюда находятся в верхней части левого её угла, бананы и блюда из них — в нижней части левого угла. Различные вариации в меню возможны ввиду местных или религиозных особенностей. В виде исключения на некоторых празднествах допускаются также и некоторые не вегетарианские блюда. В то же время, оставаясь в целом вегетарианским угощением, в зависимости от сезона стол может украшаться блюдами с морковью, ананасами, различными бобами и др.
Обычно садья сервируется в полуденное время, как ланч (lunch). Приготовление пищи к празднеству начинается ещё предшествующей ночью, и блюда к столу должны быть готовы до 10 часов утра в день празднования. Едят приготовленные лакомства руками, сложив пальцы «ложечкой».

## Избранные блюда
- Париппу — густое блюдо из чечевицы, с рисом и лепёшками хлеба-пападам.
- Самбар — густое блюдо с добавлением мясного соуса, из бобов, тамаринда, кокоса, помидоров, ароматизированное специями.
- Расам — очень острое жидкое блюдо из помидоров, тамаринда, чёрного перца, кориандра и перца-чили.
- Авиял — густая смесь из различных овощей, йогурта и кокосового молока. В зависимости от сезона добавляется кокосовое масло или карри.
- Каалан — приготовляется из йогурта, кокоса и различных овощей (например, ямса). Густое и часто кисловатое на вкус.
- Олан — блюдо из тыквы, кокосового молока, с добавлением имбиря, сезонно — с кокосовым маслом.
- Инджикери — блюдо карри с имбирём, тамариндом, зелёным перцем-чили.